# Nuzi

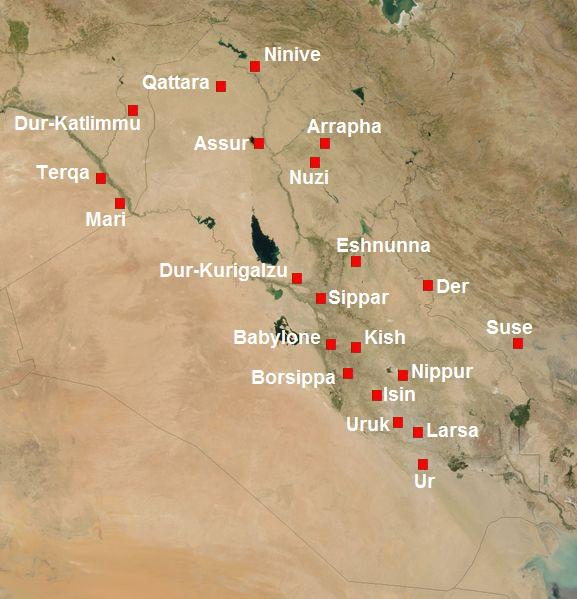
mapa Mezopotamii w II tys. p.n.e. z zaznaczonym położeniem miasta Nuzi

Nuzi (akad. Gasur) – starożytne miasto w Mezopotamii, położone blisko rzeki Tygrys. Obecnie stanowisko Jurghan Tabba w Iraku.
Założone przez Hurytów około roku 1500 p.n.e. W XII w. p.n.e. zdobyte przez asyryjskiego króla Adad-nirari I.
W roku 1920 podczas wykopalisk na terenie miasta znaleziono archiwa zawierające między innymi 20 000 glinianych tabliczek pokrytych pismem klinowym w języku akadyjskim. Teksty, pochodzące przede wszystkim z archiwum królewskiego, rzucają światło na problematykę społeczną epoki starotestamentalnych patriarchów (sprawa bezdzietności, sprzedaż prawa pierworództwa, usynowienie niewolników,, a także powiązanie pomiędzy posiadaniem bożków domowych, a prawem dziedziczenia, zwyczajowe prawa dotyczące małżeństw, w tym lewiratu, znaczenia słów wypowiadanych przez głowę rodu na łożu śmierci, potwierdzania ustępstwa poprzez przekazanie obuwia).
Środowisko, którego świadectwo na nich znajdujemy niemal w niczym nie odbiegało od patriarchów opisanych w Piśmie Świętym i ich zachowań, co stanowi poważny dowód na historyczność narracji o Abrahamie, Izaaku i Jakubie.